# Pternistis rufopictus
El francolín de Victoria o francolín del Victoria (Pternistis rufopictus) es una especie de ave galliforme de la familia Phasianidae endémica de Tanzania.